# صفيراء مخملية
صفيراء مخملية (الاسم العلمي:Sophora velutina) هي نوع من النباتات يتبع جنس الصفيراء من الفصيلة البقولية.